# Эпитафия Пу-гу И-ту
Эпитафия Пу-гу И-ту — надписи на двух каменных плитах, найденных внутри гробницы Шороон Дов (Шороон Бумбагар-I) в 2009 году совместной российско-монгольской экспедицией в сомоне Заамар аймака Туве Монголии, в 300 км к западу от города Улан-Батор. Эпитафия датируется 678 годом, относящимся к тюркскому периоду в истории Центральной Азии между Первым и Вторым тюркскими каганатами, когда тюрки находились под властью китайской династии Тан. Эпитафия пересказывает биографию военного губернатора округа Цзиньвэй (кит. 金微) Пу-гу И-ту (также И-ту-шо-е; кит. 乙宊朔野).
Эпитафия экспонируется в Музее изобразительных искусств имени Дзанабадзара в Улан-Баторе. Язык надписи — классический китайский. Каменная плита с эпитафией является первой находкой, сделанной в кургане. Данный факт соотносит её с известными эпитафиями Бильге-кагана, Кюльтегина и Тоньюкука.

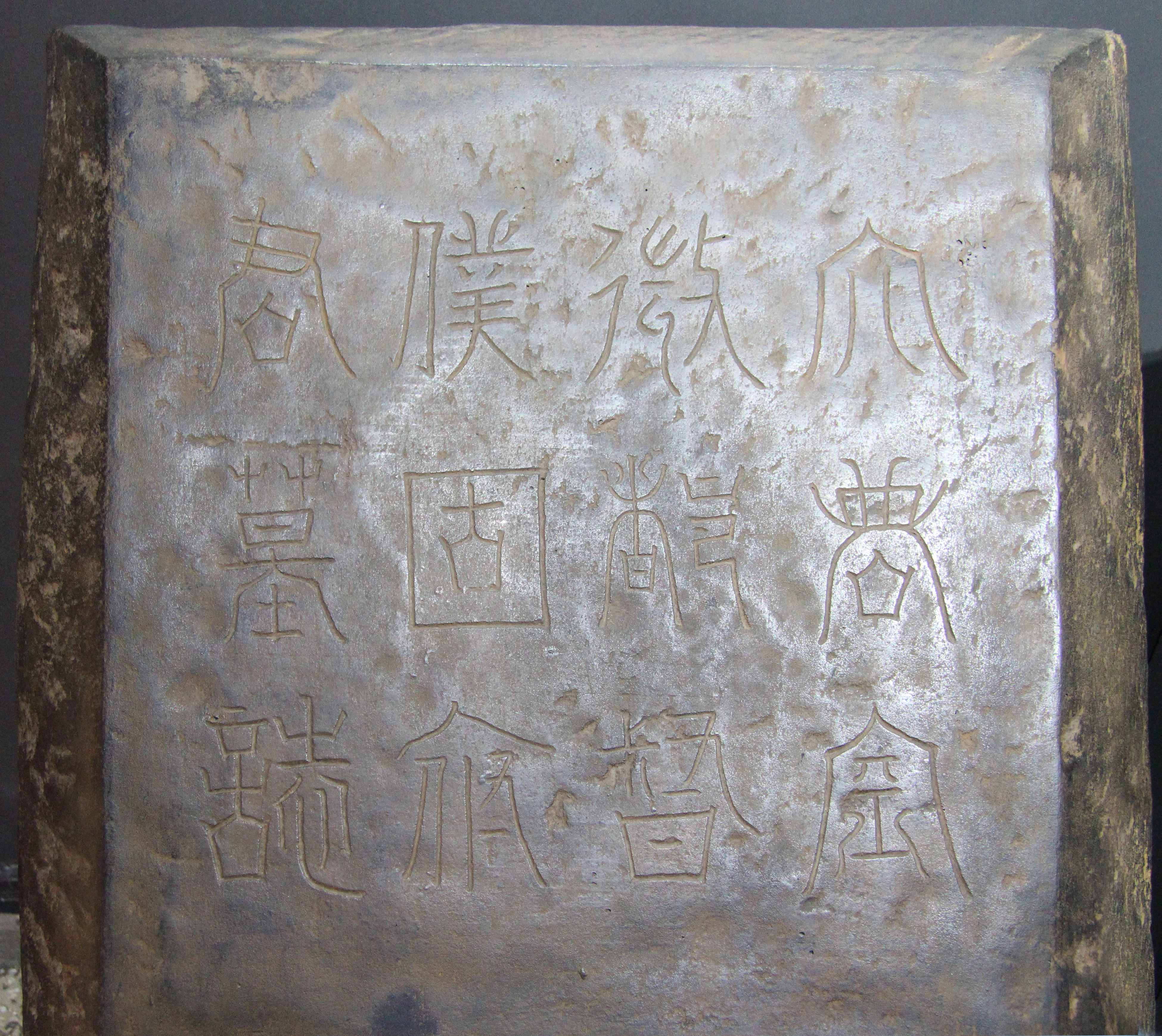
Эпитафия с 12 иероглифами

## История открытия и изучения
В 2009 году совместная российско-монгольская археологическая экспедиция, в которую входили сотрудники Международного института по изучению кочевых цивилизаций ЮНЕСКО (Улан-Батор, Монголия) — А. Очир и Л. Эрдэнэболд и Института монголоведения, буддологии и тибетологии СО РАН (Улан-Удэ, Россия) — С. В. Данилов, проводила первые раскопки кургана в местности Шороон Дов (Шороон Бумбагар), который был открыт монгольскими учёными под руководством А. Очира в 2002 году. Погребение находится в сомоне Заамар аймака Туве Монголии, в 300 км к западу от города Улан-Батор. Надписи были выбиты на двух гранитных плитах.
При раскопках кургана первоначально был вскрыт дромос, который состоял из четырёх отсеков, разделённых перегородками. За третьей перегородкой на полу исследователями была обнаружена отполированная каменная плита, имеющая зеленоватый цвет, на ней была сделана надпись из 12 китайских иероглифов, которые были выполнены в стилизованном виде. Сразу под первой плитой лежала ещё одна каменная плита с нанесённым на неё текстом из 775 иероглифов, которые были гораздо меньше по размеру в сравнении с иероглифами на первой плите. Эта каменная плита имела размер 75×75 см, надпись на ней состояла из 28 столбцов. Текст надписи на камне хорошо сохранился, все знаки прочитывались.
Способ нанесения светлых иероглифов на тёмную каменную плиту не ясен. Существует несколько версий такого начертания. По одной из версий, перед нанесением на плиту чёрной краски или туши были высечены иероглифы, которые затем уже по краске были заново прочерчены. Другая версия гласит, что каменную плиту сразу покрасили чёрной краской, а затем прочертили надпись.
После расшифровки надписей удалось установить, что здесь описывалась биография военного губернатора округа провинции Цзиньвэй (кит. 金微) Пу-гу И-ту (кит. 乙宊朔野), который родился на Алтае и принадлежал к тюркоязычному племени пугу (кит. 㒒骨 — пугу/бугу/буку), входивший в союз племён теле (кит. 铁勒). На второй плите была указана дата создания эпитафии — 678 год. Эта датировка относит гробницу к тюркскому периоду в истории Центральной Азии между Первым и Вторым тюркскими каганатами, когда тюрки находились под властью китайской династии Тан.
По А. К. Камалову текст эпитафии на второй плите разделяется на три части. В первой рассказывается о покойном вожде племени пугу. В тексте эпитафии это племя называлось «отдельным племенем теле». Под «теле» в китайском языке понимается тюркоязычное племенное объединение, которое проживало на огромной территории от Волги до Маньчжурии. А. К. Камалов указывал, что учёными они отождествлялись с токуз-огузами (племенным союзом уйгуров). Основная часть эпитафии была посвящена биографии покойного: его происхождению, указывались имена отца и деда, его статус, значимые события в жизни, дату смерти и возраст на момент смерти. В заключении были стихи, восхваляющие покойного.
Эпитафия Пу-гу И-ту на каменной плите является первой находкой, сделанной в кургане. Данный факт соотносит её с известными эпитафиями Бильге-кагана, Кюльтегина и Тоньюкука.
Эпитафия экспонируется в Музее изобразительных искусств имени Дзанабадзара в Улан-Баторе.

## Надписи
Надпись из 12 иероглифов на первой плите (перевод А. К. Камалова):

Надгробная надпись Пугу, начальника области, тутука Цзинь-вэй Великой Тан.

Первая часть надписи на второй плите рассказывает о покойном (перевод А. К. Камалова):

Эпитафия покойного господина Пугу, кай-го-гуна, из уезда Линьчжун, шанчжуго, дуду округа Цзинь-вэй, старшего генерала правого корпуса Доблестной гвардии Великой Тан.
Прижизненное имя покойного И-ту, человек из Алтая. Говорят, что из отдельного племени теле. Первоначально заложив основу в местности Ши-нюй, привел в порядок и соединил золотые горные пики, расчистил ветви и вытянул листья, загораживал путь оленям и встал во главе храбрых, вошел в число процветающих известных поколений выдающихся людей, прославился захватом Лунчэн.

## Комментарии
1. ↑  Такое написание используется в публикации А. К. Камалова[1].
2. ↑  монг. Шороон Дов — в буквальном переводе означает «земляной бугор»[2].
3. ↑  Кай-го-гун — аристократический титул во время правления династии Тан[17].
4. ↑  В настоящее время это территория уезд Увэй провинции Ганьсу[17].
5. ↑  Шанчжуго («высшая опора государства») — сановник второго ранга[17].
6. ↑  Должность, введённая императором Вэйской династии, в обязанности которой входило управление военными и гражданскими делами в провинции[17].